# JAX-WS
A JAX-WS: Java API for XML Web Services a Java programozási nyelv API-ja a Java alapú SOAP protokollt használó webszolgáltatások létrehozására. A Java EE 6 szabványcsaládban lévő JSR 224-es szabvány része. Támogatja a Java SE 5-ben bevezetett annotációk használatát, így leegyszerűsíti a fejlesztés folyamatát.
A referencia implementáció a GlassFish alkalmazásszerverhez tartozik, és most a Metro implementáció része.
A JAX-WS alapvetően két részből áll. Ezek közül az egyik a szerver oldali kód, amely több osztályt tartalmazhat, és ezeket tudjuk majd használni. A leírónyelve a webszolgáltatás-leíró nyelv. A másik rész a kliens oldali kód, amely a szerver oldali osztályok egy olyan formáját tartalmazza, amelyek meghívják a szolgáltatás megfelelő metódusát, és visszaadják annak a visszatérési értékét.
A fejlesztés során a szerver oldali kódot kell nekünk megírni, majd a fejlesztőkörnyezet segítségével kell a klienst elkészíteni.

## Példa
A példák az Oracle oktatóanyagainak példái alapján készültek.

### Szerver
A szerver oldali példa egy egyszerű osztály, amelynek a sayHello metódusa visszaadja a paraméterben megadott név alapján a "Hello, név." String típusú szöveget.
```
package
 
helloservice.endpoint
;

import
 
javax.jws.WebService
;

@WebService
()
 
// ezzel az annotációval definiáljuk a webszolgáltatást

public
 
class
 
Hello
 
{

  
private
 
String
 
message
 
=
 
new
 
String
(
"Hello, "
);

  
public
 
Hello
()
 
{}

  
@WebMethod
()
 
// ezzel az annotációval definiáljuk a webszolgáltatás egy távolról hívható metódusát.

  
public
 
String
 
sayHello
(
String
 
name
)
 
{

    
return
 
message
 
+
 
name
 
+
 
"."
;

  
}

}

```

### Kliens
```
package
 
simpleclient
;

import
 
javax.xml.ws.WebServiceRef
;

import
 
helloservice.endpoint.HelloService
;

import
 
helloservice.endpoint.Hello
;

public
 
class
 
HelloClient
 
{

  
// megadjuk a webszolgáltatást leíró állománynak a helyét

  
@WebServiceRef
(
wsdlLocation
=
"http://localhost:8080/helloservice/hello?wsdl"
)

  
static
 
HelloService
 
service
;

  
public
 
static
 
void
 
main
(
String
[]
 
args
)
 
{

    
try
 
{

      
HelloClient
 
client
 
=
 
new
 
HelloClient
();
 
//létrehozunk egy új objektumot a kliensből

      
client
.
doTest
(
args
);
                    
// lefuttatjuk a tesztet

    
}
 
catch
(
Exception
 
e
)
 
{

      
e
.
printStackTrace
();

    
}

  
}

  
public
 
void
 
doTest
(
String
[]
 
args
)
 
{

    
try
 
{

      
System
.
out
.
println
(
"Retrieving the port from 

          the following service: "
 
+
 
service
);

      
Hello
 
port
 
=
 
service
.
getHelloPort
();
 
// elkérjük a webszolgáltatás által kibocsátott osztály kliens oldali megfelelőjét

      
System
.
out
.
println
(
"Invoking the sayHello operation 

          on the port."
);

      
String
 
name
;

      
if
 
(
args
.
length
 
>
 
0
)
 
{

        
name
 
=
 
args
[
0
]
;

      
}
 
else
 
{

        
name
 
=
 
"No Name"
;

      
}

      
// meghívjuk az osztály metódusát, amely hatására a távoli metódus lefut, és visszaadja az eredményt

      
String
 
response
 
=
 
port
.
sayHello
(
name
);

      
System
.
out
.
println
(
response
);
          
// a visszakapott választ kiírjuk a konzolra

    
}
 
catch
(
Exception
 
e
)
 
{

      
e
.
printStackTrace
();

    
}

  
}

}

```

## Implementációk
- Apache Axis2 az Apache Software Foundation fejlesztése.
- Metro a Sun Microsystems (már Oracle) által kifejlesztett webszolgáltatás.
- JBoss WS a JBoss által készített implementáció.